# القنفذ سونيك (سلسلة)
القنفذ سونيك (بالإنجليزية: Sonic the Hedgehog ؛ باليابانية: ソニック・ザ・ヘッジホッグ، سونيكو زا هيجيهوغو) هي سلسلة ألعاب فيديو تنتجها شركة سيجا. الشخصية الرئيسية في اللعبة هو قنفذ أزرق اللون يدعى سونيك. بدأت السلسلة في عام 1991 مع أول لعبة في السلسلة القنفذ سونيك على جهاز سيجا ميغا درايف ذو الـ 16 بت. تم بعد ذلك إصدار لعبة أقل وضوحاً لجهاز سيغا الأقدم (8 بت) وهو ماستر سيستم، بالإضافة إلى جهازها المحمول گيم گير. وكانت سلسة سونيك من أكبر الأسباب التي جعلت سيجا شركة قائدة في مجال العاب الفيديو في التسعينيات، عصر العاب الـ 16 بت، وبعد وقت قصير من صدور اللعبة الأولى تم حزمها مع جميع أجهزة سيجا ميجا درايف في أمريكا[ ؟ ] وأوروبا بدلاً من الحزمة الأصلية التي كانت تأتي مع لعبة ألترد بيست.
تتم تطوير ألعاب سونيك من قبل فريق من سيجا يدعى سونيك تيم (Sonic Team)، عدا بعض الألعاب الخارجة عن الأجزاء الرئيسية، حيث يبرمجها فرع الولايات المتحدة لشركة سيغا. أول مبرمج للعبة كان يوجي ناكا الذي أصبح لاحقاً رئيساً لفريق سونيك إلى عام 2006. بعد 2006, قام يوجي ناكا بتكوين شركة الخاصة، تاركاً سونيك تيم وسلسة سونيك. قام يوجي ناكا بالعودة في 2011 كـ ضيف شرف في تطوير لعبة سونيك جنيريشنز، اللعبة التي تحتفل بالسنة العشرين لسلسة القنفذ سونيك.
حتى شهر أبريل من سنة 2015 تم بيع أكثر من 335 مليون نسخة من ألعاب سونيك،  مما يجعل سلسلة القنفذ سونيك ثاني أفضل سلسلة العاب فيديو مبيعاً في العالم.

## نظرة عامة عن السلسلة
معظم العاب السلسلة تعرض قنفذ سريع أزرق اللون يدعى سونيك كمحور اللعبة والشخصية الأساسية. القصة البسيطة لمعظم الألعاب في السلسلة تعرض محاولات سونيك في أنقاذ عالمة وأصدقائة، عادتاً من تهديدات 'د. إغمان، عدو سونيك الأساسي في معظم الألعاب. خطة د. إغمان الرئيسية هي حكم العالم وأنشاء مملكة إغمان (إغمان إمباير / Eggman Empire)، ولتحقيق هدفة، عادتاً مايقوم بمحاولة جمع زمردات الفوضى والتخلص من سونيك.

### تاريخ السلسلة
في بدايات السلسلة، العاب سونيك القنفذ كانت ثنائية الأبعاد، حيث تكون أحداث اللعبة معروضة من منظور جانبي. نسق التحكم بتلك الألعاب كان مصمم ليكون بسيطاً جداً، مثل الكثير من العاب المنصة القديمة، لكن النقطة المفرقة بين سلسلة سونيك والعاب المنصة العادية هي السرعات الهائلة التي يكمن للاعب الوصول اليها بـ سونيك في اللعبة، والذي تعطي سونيك والشخصيات الأخرة القدرة على الصعود فوق منحدرات مرتفعة وعلى الجدران أو حتى رأساً على عقب أذا كان زخم[ ؟ ] الشخصية كافياً. مما جعل حلقات الدوران والكلابات شيء شائع في جميع العاب سونيك، خاصتاً الألعاب القديمة. تصميم مستويات اللعبة يشبة إلى حد ما تصميم السكك الأفعوانية فقد يكون هناك أكثر من جزء في المستوى ينطوي على الدوران بسرعات هائلة. لكن في الجانب الأخر هناك أجزاء كثيرة في المستويات تنطوي على القفز بين منصة إلى منصة، متجنباً أخطار المستوى مثل الأشواك.
في نهاية التسعينيات، بدأت السلسلة في التحول إلى ثلاثية الأبعاد، بمنظور خلفي وتحكم أكثر حرية. مع أن السلسلة حصلت على بعض العاب في المنظور الثلاثي الأبعاد مثل سونيك 3D وسونيك R، التحول الحقيقي إلى البعد الثالث كان مع لعبة سونيك أدفانشر في 1998 في اليابان (1999 في باقي بلاد العالم)، وتم أصدار اللعبة في الأسواق في نفس وقد أصدار الدريم كاست، جهاز سيجا الحديث في ذلك الوقت.

## الإستقبال العام
سلسلة القنفذ سونيك أصبحت ربحاً تجارياً كبيراً في مجال العاب فيديو. وتسبب هاذا بتحويل القنفذ سونيك إلى أحد أشهر الشخصيات الخيالة عالمياً وأشهر لعبة فيديو في وقتها. فازت السلسلة بعدد كبير من الجوائز العامة. منها بعض جوائز في موسوعة جينيس، ومنها «أفضل لعبة مبيعاً على أجهزة سيجا»، «أطول سلسلة قصص مصورة عن شخصية العاب فيديو» (القنفذ سونيك (قصة مصورة)), «أفضل مجموعة العاب قديمة مبيعاً» (سونيك ميجا كوليكشن).
مع ذلك، يبقى هناك جدل عن الألعاب الأحدث في السلسلة، خاصتاً بدايات في الجيل السابع لألعاب الفيديو التي بدئات في 2006 مع لعبة القنفذ سونيك (لعبة فيديو 2006) والتي يعتبرها الكثير أسواء لعبة في السلسلة، وأنتهت في 2010 مع سونيك مينيا وسونيك كولرز وسونيك جينيريشنز والذي يعتبرهم الكثير اللألعاب التي أعادت السلسلة إلى مجدها القديم.

## الشخصيات الرئيسية
| أسم الشخصية                                | سنة أول ظهور | أول لعبة ظهور     |
| ------------------------------------------ | ------------ | ----------------- |
| القنفذ سونيك (Sonic the Hedgehog)          | 1991         | القنفذ سونيك      |
| تيلز أو مايلز براور (Miles "Tails" Prower) | 1992         | القنفذ سونيك 2    |
| النضناض ناكلز (Knuckles the Echidna)       | 1994         | القنفذ سونيك 3    |
| د. إغمان أو د. روبوتنيك (Dr. Eggman)       | 1991         | القنفذ سونيك      |
| آيمي روز (Amy Rose)                        | 1993         | سونيك سي دي       |
| القنفذ شادو (Shadow the Hedgehog)          | 2001         | سونيك أدفانشر 2   |
| الأرنبة كريم (Cream the Rabbit)            | 2003         | سونيك أدفانس 2    |
| الخفاشة روج (Rouge the Bat)                | 2001         | سونيك أدفانشر 2   |
| ميتل سونيك (Metal Sonic)                   | 1993         | سونيك سي دي       |
| التمساح فيكتور (Vector the Crocodile)      | 1995         | ناكلز كيوتيكس     |
| الحرباء إسبيو (Espio the Chameleon)        | 1995         | ناكلز كيوتيكس     |
| تشارمي بي (Charmy Bee)                     | 1995         | ناكلز كيوتيكس     |
| المدرّع مايتي (Mighty the Armadillo)        | 1993         | أركيد سيجا سونيك  |
| القنفذ سلفر (Silver the Hedgehog)          | 2006         | القنفذ سونيك 2006 |
| القطة بلايز (Blaze the Cat)                | 2005         | سونيك رش          |
| الهر بيغ (Big the Cat)                     | 1998         | سونيك أدفانشر     |
| آليات E-100 (E-100 Series)                 | 1998         | سونيك أدفانشر     |

## الأفلام والرسوم المتحركة
- مغامرات سونيك القنفذ

أول مسلسل كرتوني أمريكي في السلسلة. بدء بثة في سبتمبر 1993 وبقي على الهواء لعدة سنين. يتبع البرنامج مغامرات سونيك وتيلز في إيقافهم لمحاولات د. روبوتنيك (د. إغمان، حالياً) وجيش الرجال الأليين الأشرار من حكم كوكب موبيز (Mobius). الحلقات كانت كوميدية وتتبع الألعاب الأصلية على نحو بسيط وبتركيز قليل على تطوير الشخصيات.
- سونيك القنفذ (سات إي إم)

ثاني سلسلة كرتونية لسلسلة سونيك، وتدعى رسمياً سونيك القنفذ (لكن تدعى بـ سونيك سات إي إم، للتفريق عن باقي السلسلة والسلسلة الكرتونية الأصلية) بعكس كرتون مغامرات سونيك القنفذ المعروف بالكوميديا والألوان الفاقعة، سونيك سات إي إم معروف بقصة درامية وأكثر نضوجة. وتعتبر إستقلالة كبيرة عن بقية السلسلة. تتبع هذة السلسلة سونيك وإصدقائة «فريدوم فايترز» ومحاولاتهم لتحرير كوكب موبيز من د. روبوتنيك (د. إغمان، حالياً) الذي يخطط لتحويل جميع أنواع الحياة إلى الأت.
- القنفذ سونيك: الفيلم OVA

في اليابان، تعاونت شركة سيجا مع إستديو بيرو لإنتاج رسوم متحركة أصلية للفيديو مكون من جزئين (OVA) سنه الإصدار في 1996. تم إصدار الفيلم في الولايات المتحدة والمملكة المتحدة في عام 1999 .
- سونيك إكس (Sonic X)

وهو مسلسل أنمي من إنتاج طوكيو موفي شينشا ويشرف عليه يوجي ناكا، حلقات المسلسل يعد الأطول من بين الرسوم المتحركة السابقة، حيث يتألف من أكثر من 78 حلقة استمر لثلاثة مواسم من 2003 إلى 2006 .
- سونيك أندغراوند (Sonic Underground)

وهو مسلسل رسوم متحركة.
- سونيك بوم

(المعروف باسم «سونيك تون» باليابانية:ソニックトゥーン في اليابان) الذي عُرض على قناة كرتون نيتورك في 2014.
- سونيك القنفذ

عرض الفيلم في عام 2020.
- تم عُرض تكملة الفيلم سونيك القنفذ 2، في 8 أبريل 2022 وسيتم عرض سونيك القنفذ 3 في 20 ديسمبر 2024

- سلسلة ناكلز
- تم عُرض مسلسل مصغر لـناكلز، لأول مرة على قناة باراماونت+ في أبريل 2024 المكون من 6 الحلقات .
- سونيك برايم

- عُرض مسلسل رسوم متحركة سونيك برايم على منصة نتفليكس في عام 2022.

## المانغا والقصص المصورة
في عام 1992 تم نشر سلسلة مانغا في اليابان للقنفذ سونيك، وهي من تأليف كينجي تيرادا. وفي المملكة المتحدة نشرت بين عامي 1993 و2002 قصصاً مصورة للأطفال باسم سونيك ذا كومك (Sonic the Comic)، كما لا تزال تنشر قصص مصورة لآرتشي كومكس أخرى تحت عنوان القنفذ سونيك في الولايات المتحدة حتى الآن. وأيضاً بناء على مسلسل الأنمي سونيك، يتم إنتاج قصص مصورة له بين سبتمبر 2005 وديسمبر 2008، أيضاً من آرتشي كومكس.

## الشوائع في سلسلة ألعاب القنفذ سونيك
- الحلقات (Rings)

زمردات الفوضى السبعة.

حلقات ذهبية يجمعها اللاعب خلال المرحلة وتلعب دور أساسي كنظام الصحة في اللعبة. وهي تعتبر أشهر الشوائع في السلسلة لضهورها في جميع الإصدارات.
- الحلقات الضخمة (Giant Rings)

حلقات ذهبية ضخمة تتواجد بعد شروط معينة. تعتبر الحلقات الضخمة بمثابة بوابات للمراحل الخاصة (Special Stage) التي تمنحك زمردات الفوضى.
- زمردات الفوضى (Chaos Emeralds)

سبع زمردات ذوي قوى غامضة. وتستعمل كمصدر طاقة هائل. وعادتاً ماتكون محور قصة اللعبة. تجمع غالباً اختيارياً، والهدف منها الحصول على «النهاية السعيدة» عند إنهاء اللعبة. تختلف طرق الحصول عليها من جزء لآخر.
- الزمردة الرئيسية (Master Emerald)

هي الزمردة الأساسية التي تعطي زمردات الفوضى طاقاتهم، وتوجد في في إينجل أيلاند (Angel Island) الذي يحرسها ناكلز.
- المراحل الخاصة (Special Stages)

تجمع زمردات الفوضى غالباً في هذة المراحل الخاصة، وهي تختلف من جزء لآخر.
- سوبر سونيك (Super Sonic)

وهي الحالة التي يصبح فيها القنفذ سونيك خارقاً، ويكون لونه ذهبي. تختلف طرق الحصول على هذه الخاصية أيضاً من لعبة إلى أخرى. مثلاً في الألعاب الأولى كانت الطريقة هي الحصول على جميع زمردات الفوضى، ومن ثم على 50 حلقة.

## قائمة ألعاب القنفذ سونيك

### الألعاب المنزلية
- القنفذ سونيك (1991 - ميگا درايف)
- القنفذ سونيك 2 (1992 -ميگا درايف)
- سونيك سي دي (1993 - سيگا سي دي، PC)
- القنفذ سونيك 3 (1994 - ميگا درايف)
- سونيك وناكلز (1994 - ميگا درايف)
- سونيك 3D (ميگا درايف - 1996)، (ساترن - 1997)
- سونيك أدفانشر (1998 - دريم كاست)، (گيم كيوب - 2003)
- سونيك أدفانشر 2 (2001 - دريم كاست، گيم كيوب)
- سونيك هيروز (2003 - گيم كيوب، بلاي ستيشن 2، إكس بوكس)
- القنفذ شادو (2005 - گيم كيوب، بلاي ستيشن 2، إكس بوكس)
- القنفذ سونيك (2006 - بلاي ستيشن 3، إكس بوكس 360)
- سونيك أند ذا سيكريت رينغز (وي - 2007)
- سونيك أنليشد (2008 - وي، بلاي ستيشن 2، بلاي ستيشن 3، إكس بوكس 360)
- سونيك أند ذا بلاك نايت (2009 - وي)
- القنفذ سونيك 4 (2010 - إكس بوكس لايف آركيد، بلاي ستيشن نتورك، وي واير، آي أو إس)
- سونيك كولرز (2010 - وي، نينتندو دي إس)
- سونيك جنرايشن (2011 - كمبيوتر - بلاي ستيشن 3، إكس بوكس 360، نينتندو 3دي إس)
- سونيك لوست ورلد (2013 - وي يو - نينتندو 3دي إس)
- سونيك مينيا (2017 - بلاي ستيشن 4 - إكس بوكس ون - نينتندو سويتش - كمبيوتر)
- سونيك فورسز (2017 - بلاي ستيشن 4 - إكس بوكس ون - نينتندو سويتش - كمبيوتر)
- سونيك فرونتيرز (2022 - بلاي ستيشن 4 - إكس بوكس ون - نينتندو سويتش - كمبيوتر - بلاي ستيشن 5 - إكس بوكس سيريس إكس وسيريس أس)
- سونيك إكس شادو جينيريشنز (2024 - نينتندو سويتش - بلاي ستيشن 4 - بلاي ستيشن 5 -إكس بوكس سيريس إكس وسيريس أس - إكس بوكس ون - ويندوز)

### الألعاب المحمولة
- القنفذ سونيك
- القنفذ سونيك 2
- سونيك تشاوس
- سونيك تريبل تروبل
- سونيك بلاست
- سونيك ذا هيدجهوج بوكيت أدفانتشر
- سونيك أدفانس
- سونيك أدفانس 2
- سونيك باتل
- سونيك أدفانس 3
- سونيك رش
- سونيك رايفالز
- سونيك رش أدفنشر
- سونيك كرونيكلز: ذا دارك براذرهود
- سونيك بوم: فاير أند آيس

### ألعاب أخرى
- القنفذ سونيك سبين بول
- سونيك دريفت
- سونيك دريفت 2
- د. روبوتنكس مين بين ماشين
- تيلز أدفنشر
- تيلز سكايباترول
- سونيك لابيرينث
- ناكلز كيوتيكس
- سونيك ذا فايترز
- سونيك جام
- سونيك آر
- سونيك شفل
- Sonic's Schoolhouse
- سونيك بين بل بارتي
- سيغا سوبرستارز
- سونيك رايدرز
- ماريو أند سونيك آت ذا أولمبيك غيمز
- سوبر سماش برذرز براول - ضيف شرف
- سونيك رايدرز: زيرو غرافيتي
- سيجا سوبرستارز تنس
- ماريو أند سونيك آت ذا أولمبيك وينتر غيمز
- سونيك أند سيجا أول-ستارز رايسنك
- تيم سونيك ريسنغ
- ماريو أند سونيك آت ذا طوكيو 2020 أولمبيك غيمز
- بويو بويو تتريس 2 - ضيف شرف
- سونيك ريسينج: كروس وورلدز

## وصلات خارجية
- القنفذ سونيك على موقع الموسوعة البريطانية (الإنجليزية)
- القنفذ سونيك على موقع ميوزك برينز (الإنجليزية)
- القنفذ سونيك على موقع ميوزك برينز (الإنجليزية)

- الموقع الرسمي الأمريكي
- الموقع الرسمي الياباني